# 福岡市立原中央中学校

福岡市立原中央中学校（ふくおかしりつはらちゅうおうちゅうがっこう）は、福岡県福岡市早良区原一丁目にある公立中学校。通称「原中央中学校」「原中央中」「中央中」。

## 歴史
- 1989年 - 原中学校から分離開校、原小学校卒業生が登校
- 1991年 - 大原小学校卒業生を編入
- 1992年 - 校舎増築
- 1993年 - 全国体育学習研究協議会を開催
- 1994年 - 15周年を迎える
- 1995年 - 学校基本調査の実施について文部大臣より表彰
- 2007年 - 陸上部員が中体連全国大会女子走り幅跳びで優勝
- 2010年 - 太陽光パネル設置
- 2019年 - 30周年を迎える

## 通学区
以下の早良区内の各区域。
- 荒江2,3丁目
- 原1,2,3,4丁目
- 原団地

早良区中部の一帯。原小学校・大原小学校の通学区にあたる。北側は旧筑肥線跡の道路で、東側は早良街道でそれぞれ境界をなす。南側は概ね西半分が国道202号（今宿新道）、概ね東半分が国道202号の南側で境界をなす。西側は金屑川で境界をなす。学校は通学区域のほぼ中央部に立地している。
校区内は大半が住宅地で、南端の国道202号沿いにはロードサイド店舗が多いほか、西端部には原団地が所在する。校区中央部を県道558号線（原通り）が通っている。

### 校区内の主な施設
- 福岡市立原小学校
- 福岡市立大原小学校
- 福岡市立高取中学校
- 福岡県立福岡工業高等学校
- 福岡県立福岡聴覚特別支援学校
- 平川団地
- 原団地

### 校区が隣接する中学校
- 福岡市立高取中学校
- 福岡市立城南中学校
- 福岡市立原中学校
- 福岡市立西福岡中学校
- 福岡市立原北中学校

## 校訓
｢実行」

## 校歌など
- 校歌 - 作詞：榊孝陽、作曲：山本ミチ子
- 『心から』 - 平成18年度の卒業生と当時の音楽の教師とで作詞・作曲。毎年3月にある3年生を送る会と卒業式で歌い継がれている。
- ハレルヤ - 卒業式・入学式で歌われる。

## 校舎
狭い敷地を有効に活用するため、屋上にプール、アリーナ（体育館）の上に武道場という構造をとっている。

## 部活動
運動部
- 野球部
- サッカー部
- 陸上部
- 男子ソフトテニス部
- 女子ソフトテニス部
- 男子バスケットボール部
- 女子バスケットボール部
- 女子バレー部
- 野外活動部

文化部
- 吹奏楽部
- 美術部
- 放送部
- 箏曲部

## 有名人
- 小椋真介（プロ野球選手）
- 谷口亮（イラストレーター、2020年東京オリンピック・パラリンピックの公式マスコットキャラクター・「ミライトワ」「ソメイティ」をデザイン）
- 宮原健斗（プロレスラー）
- 間庭菜摘（ボートレーサー）